# Empires of the Deep
Pour plus de détails, voir Fiche technique et Distribution.
Empires of the Deep est un film fantastique américano-chinois réalisé par Jonathan Lawrence, Michael French et Scott Miller. Tourné en 2009, il n'a toujours pas trouvé de distributeur actuellement, malgré un budget de 130 millions $ et l'actrice Olga Kurylenko en tête d'affiche. Il se déroule dans un univers sous-marin avec des sirènes et des héros grecs.
Il s'agit d'un projet né sous l'impulsion d'un milliardaire chinois, nommé Jon Jiang qui a écrit l'histoire et décidé de lancer la production principalement à ses frais. Il monte une équipe en essayant de débaucher de grands noms du cinéma, notamment Randall Frakes (en) (collaborateur de James Cameron) pour finaliser le scénario, Irvin Kershner ou Pitof pour la réalisation mais ils se désistent, Michael Kahn pour le montage, et Monica Bellucci ou Sharon Stone pour le rôle principal. Son ambition est de créer une franchise à l'échelle d'Avatar, avec une trilogie, une série animée, des jeux vidéo et un parc à thème en Chine,.
Le tournage commence en 2009, malgré le fait que le scénario ne soit pas finalisé, et rencontre de graves problèmes : affrontements culturels entre l'équipe chinoise et étrangers, problème de paiement des salaires, intransigeance de Jiang sur de nombreux aspects du film malgré les conseils des professionnels, abandon du projet en cours de route par des membres de l'équipe (le réalisateur change trois fois), etc. Initialement destiné à une sortie mondiale en 2011, le film ne trouve aucun distributeur en raison d'effets spéciaux inachevés et d'une intrigue cousue de fils blancs, et des re-tournages de scènes sont programmés en urgence. En 2016, Jiang lance une campagne de financement participatif pour achever le projet mais celle-ci échoue. Actuellement, le film n'a toujours pas trouvé de distributeur et reste inédit,,.

## Synopsis
Les huit royaumes des sirènes protègent les océans depuis la création de la Terre, mais la paix actuelle est menacée par la réémergence du démon mage et de ses légions. Alors que son village est pris dans le conflit, un héros grec nommé Atlas part avec son ami Trajin pour sauver le père d'Atlas et ramener le temple sacré de Poséidon, qui a été dérobé par une armée de chevaliers tritons,

## Fiche technique
- Titre : Empires of the Deep
- Réalisation : Jonathan Lawrence, Michael French et Scott Miller
- Scénario : Randall Frakes (en) (d'après une histoire de Jon Jiang)
- Production : Jon Jiang et Harrison Liang
- Photographie : Xiaobing Rao
- Société de production et de distribution : Tōhō
- Pays de production :  États-Unis et  Chine
- Langue originale : anglais
- Format : couleur
- Genre : fantastique
- Budget : 130 millions US$

## Distribution
- Olga Kurylenko : la reine des sirènes
- Shi Yanfei : Aka
- Steve Polites : Atlas
- Maxx Maulion : Trajin
- Jonathan Kos-Read (en) : le roi de l'océan
- Aaron Shang : Adjutant Stavros
- Kerry Berry Brogan (en) : Dada
- Sam Voutas (en) : Papos
- Pierre Bourdaud : Gava
- Jean-Michel Casanova : le capitaine des pirates
- Liang Yanfei : une sirène
- Pierre Reno : l'ogre borgne
- William Shriver : un marchant
- Alec Su (en) : un  soldat du royaume des sirènes
- Adam Days : le prince Alastair Crowe
- Andre Queme : un pirate

## Production
Le film est un projet personnel du milliardaire chinois, magnat de l'immobilier, Jon Jiang (Jiang Hongyu), qui écrit l'histoire et finance une partie du budget du film,. Grand cinéphile, il espère pouvoir en faire un film épique dans la même veine que ceux des cinéastes hollywoodiens Steven Spielberg, George Lucas ou Peter Jackson. Le titre du projet en développement est alors Mermaid Island (« L'Île de sirènes »).
Le film aurait été une superproduction américano-chinoise dotée d'un budget de production de plus de 130 millions $, bien que selon certains acteurs et membres de l'équipe, son budget était en fait bien inférieur, du moins au début,. En 2007, Jiang embauche Randall Frakes (en), qui a déjà travaillé avec James Cameron, pour développer l'histoire et écrire le script original. Selon Jiang, le scénario est passé par 40 versions et a pris plus de quatre ans à être finalisé en passant dans les mains de dix scénaristes. Au départ, Monica Bellucci devait jouer dans le film en tant que reine des sirènes, bien qu'elle ait finalement abandonné, puis Sharon Stone a été courtisée puis finalement remplacée par Olga Kurylenko, qui aurait été payée 1 million $ pour le rôle,,. Steve Polites, qui joue le premier rôle masculin d'Atlas, aurait signé pour une trilogie potentielle.
Jiang tente de persuader Irvin Kershner de réaliser le film, mais celui-ci préfère tourner une version de Frakes qui se déroule à l'époque moderne. Lorsque Jiang refuse, Frakes et Kershner quittent le projet. Pitof, réalisateur de Catwoman, est alors embauché comme réalisateur, mais abandonne lui aussi en raison de désaccords avec Jiang avant le début du tournage. Le tournage commence en 2009 en Chine sous la direction du réalisateur de clips commerciaux et musicaux Jonathan Lawrence,. Jiang fonde pour l'occasion une société de production et d'effets visuels appelée Fontelysee Pictures pour travailler sur le film. Une grande partie est tournée dans le Fujian et près de Pékin, ainsi que sur des plateaux de la capitale.
Malgré son rôle de producteur du film, Jiang est rarement venu sur le plateau, préférant assurer la liaison avec Lawrence via le coproducteur et l'assistant réalisateur du film. Dans des interviews, Lawrence révèle les difficultés qu'il a rencontrées pendant le tournage du film, notamment des affrontements culturels entre l'équipe chinoise et les talents étrangers, des désaccords avec le directeur de la photographie sur leurs styles de travail, ce qui a entraîné un ralentissement du tournage, et de la frustration face au contrôle de Jiang sur divers aspects de la production cinématographique, tels que la distribution, la conception des décors et des costumes, et une insistance sur le tournage sur place, qui était souvent dans un environnement froid et humide. Il y avait aussi des difficultés de communication entre lui et Jiang, ainsi qu'avec d'autres membres de l'équipage, en partie à cause de la peur du traducteur de Lawrence d'offenser Jiang. À un moment donné, Lawrence a plaisanté sur une hypothétique construction d'un grand mur visant à cacher une station balnéaire sur une plage de la vue des caméras mais, en raison d'une erreur de traduction, il a trouvé un mur en cours de construction lorsqu'il est arrivé pour filmer sur les lieux,. Lawrence, qui envisageait le film comme une aventure épique et amusante dans la même veine que Les Aventuriers de l'arche perdue, a également tenté de réécrire le scénario, qu'il pensait avoir du potentiel mais trouvé alambiqué et plein de trous dans l'intrigue, mais a fait face à un refus de Jiang sur ses changements proposés. Au cours d'une réunion animée, Lawrence a dit à Jiang en face que ce scénario était la pire chose qu'il ait jamais lue. Malgré leurs désaccords fréquents, Jiang respectait toujours Lawrence.
Les acteurs Steve Polites et Maxx Maulion, bien qu'initialement optimistes à propos du tournage, ont décrit un sentiment croissant d'incertitude alors que le film était en proie à des problèmes de production et qu'il n'avait pas le confort, les avantages et le professionnalisme auxquels ils s'attendraient sur une production de Hollywood. De nombreux acteurs et membres de l'équipe auraient été payés en retard ou même pas du tout, la police étant envoyée dans un hôtel pour vérifier les visas d'un groupe de figurants russes pour les intimider après qu'ils se sont plaint d'un retard de paiement. L'équipe de cascadeurs, qui travaillait indépendamment de l'équipage de Lawrence, aurait subi des accidents réguliers en raison de compromis en matière de sécurité, tandis que Lawrence a été témoin d'une agression contre un membre de l'équipe par un cadreur mais a été persuadé de ne pas intervenir. Les conditions de travail difficiles et potentiellement dangereuses sur place ont conduit l'actrice Irena Violette à quitter le film à mi-chemin de la production. En représailles, les producteurs ont retenu son passeport et ont exigé qu'elle rembourse son salaire, ce qui a conduit Violette et son petit ami à s'échapper secrètement du plateau du Fujian pour rejoindre le consulat général des États-Unis à Shanghai avec l'aide de Lawrence, quelques sympathisants de l'équipe, et des policiers locaux,. Par la suite, son personnage, la sirène Dada, la garde du corps de la méchante Aka (jouée par la petite amie de Jon Jiang, Shi Yanfei), est finalement interprétée par Kerry Berry Brogan. Maulion, qui joue l'un des rôles principaux, a également quitté le plateau après que la production ne lui ait pas payé les trois derniers mois de son salaire. Ses scènes restantes ont été tournées avec une doublure.
Lawrence a tourné pendant cinq mois avant de décider de laisser tomber et de retourner chez lui à Los Angeles. Le réalisateur de télévision Michael French a pris la relève en février 2010 avec les deux tiers du film restant à tourner,,. Trouvant le script trop campy, il a décidé de réaliser le film comme une comédie et a supprimé des scènes de dialogue pour accélérer le tournage. Kurylenko est arrivée en Chine en avril 2010 pour tourner ses scènes. French a quitté le projet ce même mois en raison d'engagements antérieurs, le tournage n'étant pas encore terminé. Il a été remplacé par Scott Miller, un documentariste et fils du cinéaste sportif Warren Miller (en), qui a vu le film comme une histoire d'amour épique et a fait pression sur Jiang pour qu'il le retourne entièrement pour correspondre à sa vision, ce qui a été refusé. Il a terminé le tournage du tiers restant du film fin 2010.
Bien que destiné à sortir en 2011, le film n'a pas trouvé de distributeur. Polites a ensuite assisté à des reprises de scènes en Chine en 2014. Cette même année, Jiang aurait embauché Michael Kahn, un collaborateur fréquent de Spielberg, pour le montage. En 2015, Jiang a imputé les retards et le dépassement de budget aux effets spéciaux qui ont mis des années à se terminer, et attendait que plus d'argent d'investissement arrive. En janvier 2016, les producteurs ont lancé une campagne de financement participatif pour 1 million de yuans (150 000 $) de financement et annonce une date de sortie en avril 2016. La campagne a échoué et le film reste non distribué. Jon Jiang avait également décrit à Jonathan Lawrence sa vision du film comme « Transformers rencontrant Shakespeare ». En réponse, Lawrence a répondu que le film « aliénerait probablement l'un de ces publics ».

## Campagne publicitaire
Le 27 avril 2010, le réalisateur Michael French et les acteurs Olga Kurylenko, Steve Polites, Shi Yanfei et Jonathan Kos-Read sont apparus lors d'une conférence de presse tenue dans un studio à Pékin, où ils ont présenté une bande-annonce du film, avec des journalistes équipés de lunettes 3D. Dans les mois suivants, Jon Jiang a fait visiter le plateau à des journalistes étrangers, dont ceux du Hollywood Reporter et du New York Times,. Le 9 juin 2010, plus d'une centaine de photos du plateau sont révélées,.
Fin 2012, une bande-annonce du film est publiée en ligne, annonçant une date de sortie en 2013. Elle reçoit une réponse largement négative,,. En janvier 2016, une nouvelle bande-annonce avec des effets visuels mis à jour est publiée sur un site de financement participatif chinois.